# Palaemon ritteri
Palaemon ritteri är en kräftdjursart som beskrevs av Edward Morell Holmes 1895. Palaemon ritteri ingår i släktet Palaemon och familjen Palaemonidae. Inga underarter finns listade i Catalogue of Life.